# Leopold V của Ngoại Áo
Leopold V, Đại công tước của Ngoại Áo (9 tháng 10 năm 1586 - 13 tháng 9 năm 1632) là con trai của Karl II, Đại công tước Áo, và là em trai của Hoàng đế Ferdinand II của Thánh chế La Mã, cha của Ferdinand Karl, Đại công tước của Áo. Ban đầu, ông là một giáo sĩ Công giáo La Mã, trở thành Giám mục vương quyền xứ Passau và xứ Strasbourg, cho đến khi từ chức để kết hôn, và nhận tước hiệu Đại công tước của Ngoại Áo bao gồm cả Bá quốc Tyrol.
Vợ của ông là Claudia de' Medici thuộc Nhà Medici, chủ nhân của Đại công quốc Toscana, bà là con gái út của Ferdinando I de' Medici.